# Língua dane-zaa
A língua dane-zaa (que significa "língua regular do povo"), também chamada tsattine e anteriormente mais conhecida como beaver, é uma língua atabascana do oeste do Canadá, falada por metade dos nativos dane-zaa. 
O beaver está intimamente relacionado com línguas atabascanas faladas por grupos vizinhos, como slavey, sekani, sarcee, chipewyan, e kaska .

## Fonologia

### Consoantes
|                |                | Bilabial | Dental | Alveolar | Alveolar | Postalveolar / Palatal | Velar | Glotal |
| central        | lateral        | Bilabial | Dental |          |          | Postalveolar / Palatal | Velar | Glotal |
| -------------- | -------------- | -------- | ------ | -------- | -------- | ---------------------- | ----- | ------ |
| Nasal Oclusiva | Nasal Oclusiva | m        |        | n        |          |                        |       |        |
| Plosiva        | Não aspirada   | p        |        | t        |          |                        | k     |        |
| Plosiva        | Aspirada       |          |        | tʰ       |          |                        | kʰ    |        |
| Plosiva        | Ejetiva        |          |        | tʼ       |          |                        | kʼ    | ʔ      |
| Africada       | não aspirada   |          | ts̪     | ts       | tɬ       | tʃ                     |       |        |
| Africada       | aspirada       |          | ts̪ʰ    | tsʰ      | tɬʰ      | tʃʰ                    |       |        |
| Africada       | ejetiva        |          | ts̪ʼ    | tsʼ      | tɬʼ      | tʃʼ                    |       |        |
| Fricativa      | surda          |          | s̪      | s        | ɬ        | ʃ                      | (x)   | h      |
| Fricativa      | sonora         |          | z̪      | z        | ɮ        | ʒ                      | ɣ     |        |
| Aproximante    | Aproximante    |          |        |          |          | j                      | w     |        |

### Vogais
|         |          | Anterior | Central | Posterior |
| ------- | -------- | -------- | ------- | --------- |
| Fechada | plena    | i        |         | u         |
| Fechada | reduzida | ɪ        |         | ʊ         |
| Média   | oral     | e        |         | o         |
| Média   | nasal    | ẽ        |         | õ         |
| Aberta  | reduced  |          | ɜ       |           |
| Aberta  | plena    |          | a       |           |

Duas vogais apresentam contrates entre características orais e vogais

## Escrita
A língua beaver no seu alfabeto latino usa 59 símbolos entre letras simples (18), letras com diacríticos (12), grupos de duas letras (24) e grupos de três letras (5); Não apresenta, porém, as letras F, P, Q, R, V, X;

## Amostra de texto
Aadzęhdǫ́h tǫ́hch’iidǫ́h jii, Madátsʼatlʼǫje dane yéhjii. Dane yadááhdzéʔ háá ghędaa. Dane yadááḏẕé dáánejiilh
(tradução: Há muito tempo, chamavam isto de Madáts’atl’ǫje. As pessoas dependiam deste local para sobreviver.